# 2007年度叱咤樂壇流行榜頒獎典禮得獎名單
2007年度叱咤樂壇流行榜頒獎典禮於2008年1月1日晚上八時十五分假亞洲國際博覽館Arena進行（也是首次在此場館舉行），而頒獎禮的主題是為「音樂飛馳中，十年一瞬間；又一個叱咤十年回歸紀念」是旨在紀念叱吒樂壇流行榜另一個十年的表現，因而也特別頒發「叱咤樂壇我最最最最最最最最最最喜愛的歌曲」，候選歌曲是1997年至2006年每年年度的「叱咤樂壇我最喜愛的歌曲」。

## 得獎名單
以下所有以粗體顯示的歌名，代表該歌曲為叱咤903專業推介冠軍作品。

### 歌曲獎項

#### 叱咤樂壇至尊歌曲大獎
- 酷愛
  - 作曲：Vincent Chow
  - 填詞：林　夕
  - 編曲：Gary Tong
  - 監製：Alvin Leong
  - 主唱：張敬軒

#### 專業推介．叱十大
| 排名   | 歌曲                | 主唱     | 作曲                   | 填詞                  | 編曲      | 監製                        |
| ------ | ------------------- | -------- | ---------------------- | --------------------- | --------- | --------------------------- |
| 第二位 | Crying In The Party | 陳奕迅   | 黎小田                 | 黃偉文                | 褚鎮東    | Davy Chan、C.Y.Kong、陳奕迅 |
| 第三位 | 花落誰家            | 李克勤   | Eric Kwok              | 林若寧                | Eric Kwok | Eric Kwok                   |
| 第四位 | 愛回家              | 古巨基   | Dick Lee               | 林 夕                 | Ted Lo    | 雷頌德                      |
| 第五位 | 木紋                | 何韻詩   | 張繼聰                 | 黃偉文                | 王雙駿    | 何韻詩、青山大樂隊          |
| 第六位 | 前程錦繡            | 許志安   | 林宇中                 | 林若寧                | 盧凱彤    | at17                        |
| 第七位 | 愛一個上一課        | 容祖兒   | 藍奕邦                 | 林 夕                 | Jim Ling  | 舒 文                       |
| 第八位 | 逼得太緊            | 吳雨霏   | 黃丹儀                 | 林 夕                 | 黃丹儀    | 伍樂城                      |
| 第九位 | 男人KTV             | 側 田    | 胡彥斌、蔡政勳、殷文琦 | 甄健強、何啟弘、林 夕 | 黃興隆    | 雷頌德                      |
| 第十位 | 東京鐵塔下gulugulu  | 有耳非文 | 梁基爵                 | 林日曦                | 梁基爵    | 梁基爵、有耳非文            |

### 唱片獎項

#### 叱咤樂壇至尊唱片大獎
- Listen to Eason Chan - 陳奕迅
- 監製：C.Y.Kong、陳奕迅
- 頒獎嘉賓：甘菁菁（商業電台助理總經理）
  - 上榜歌曲：Crying In The Party、演唱會、時代巨輪
  - 演繹歌曲：演唱會

#### 2007 四台聯頒音樂大獎 - 大碟獎
- In Control - 吳雨霏
  - 監製：Gary Chan、李漢文

### 幕後獎項

#### 叱咤樂壇作曲人大獎
- 張繼聰（得獎上榜歌曲共14首）
  - 上榜作品：健美先生、點解你唔郁、榕樹、白鳥、Single Bell、鬆啲！衣池賴、四小強、四仔、Good Luck、下世紀的地圖、Book B、大小姐、木紋、寧願晏D瞓

#### 叱咤樂壇填詞人大獎
- 林　夕（得獎上榜歌曲共46首）
  - 填詞上榜歌曲：魔高一丈、三千年前、如何離開你、集體回憶、空前絕後、童夢、黑夜不再來、Here I Go、不認不認還需認、看透、鍾無艷、誰還敢愛這個人、無所謂、十蚊雞流浪記、陌路、星星月亮太陽、詩人的情人、無事常相見、永恆、四人遊、大細心、花無雪、富士山下、沙塵滾滾、融了鐘的時間、愛變了這世界襯衣、相愛6年、眾生花、生日快樂、幸福、愛你還愛你、思前戀後、愛回家、真心話、酷愛、錢錢錢錢、迷失表參道、男人KTV、逼得太緊、應承、(巴黎沒有)摩天輪、Forever、深愛、黑擇明、愛一個上一課、化

#### 叱咤樂壇編曲人大獎
- 雷頌德
  - 監製上榜作品：註定、大小姐、最佳努力獎、愛你還愛你、黑夜不再來、認錯、愛變了這世界襯衣、童夢、沙塵滾滾、不認不認還需認、看透、十蚊雞流浪記、無所謂、寧願你不知道、傻女、陌路、無事常相見、大細心、心想事成、愛不完、你當我什麼、愛回家、男人KTV、All About Love、一句、深愛、錢錢錢錢

#### 叱咤樂壇監製大獎
- 雷頌德

### 歌手獎項

#### 叱咤樂壇生力軍男歌手
- 金獎：洪卓立
  - 上榜歌曲：苦行僧、三腳貓、愛．無膽
  - 演繹歌曲：愛．無膽
- 銀獎：周柏豪
  - 上榜歌曲：同天空、六天
- 銅獎：小　肥
  - 上榜歌曲：寵物、Sin City、有情有義

#### 叱咤樂壇生力軍女歌手
- 金獎：李卓庭
  - 上榜歌曲：撇低你、Morning娘、手鎗與紅玫瑰
  - 演繹歌曲：手鎗與紅玫瑰
- 銀獎：鍾舒漫
  - 上榜歌曲：Let's Pop、堡壘、高手過招
- 銅獎：梁雨恩
  - 上榜歌曲：怎麼怎麼、地下鐵

#### 叱咤樂壇生力軍組合
- 金獎：HotCha
  - 上榜歌曲：Vanilla、不要防曬、Party Girl
  - 演繹歌曲：Vanilla
- 銀獎：朱凌凌
  - 上榜歌曲：我D骨好痛、李白、Don't Touch My Woman
- 銅獎：Kolor
  - 上榜歌曲：了不起

#### 叱咤樂壇男歌手
- 金獎：陳奕迅
  - 上榜歌曲：富士山下、兄弟、黑擇明、月球上的人、淘汰、Crying In The Party、演唱會、時代巨輪
  - 演繹歌曲：時代巨輪
- 銀獎：古巨基
  - 上榜歌曲：愛變了這世界襯衣、十蚊雞流浪記、錢錢錢錢、愛回家
- 銅獎：張敬軒
  - 上榜歌曲：騷靈情歌、兩座位跑車、第二次愛你、酷愛、迷失表參道

#### 叱咤樂壇女歌手
- 金獎：容祖兒
  - 上榜歌曲：兒歌、小小、愛一個上一課、逃、零時零分、心花怒放
  - 演繹歌曲：零時零分
- 銀獎：何韻詩
  - 上榜歌曲：傷城秘密、劍雪、幽默感、大紅袍、木紋、第三身
- 銅獎：謝安琪
  - 上榜歌曲：第一天、鍾無艷、3/8、節外生枝

#### 叱咤樂壇組合
- 金獎：農　夫
  - 上榜歌曲：學海無涯、Baby Boy、風生水起、全民皆估
  - 演繹歌曲：全民皆估
- 銀獎：Twins
  - 上榜歌曲：相愛6年、傷心情歌、絕對遷就、愛情突擊
- 銅獎：Zarahn
  - 上榜歌曲：Too Late、如果感覺有顏色、怪誕城之夜

#### 叱咤樂壇唱作人
- 金獎：王菀之
  - 上榜唱作作品：是一個誤會沒甚麼可悲、你是我最愛的人、面具、幸福、融了鐘的時間、真心話、(巴黎沒有)摩天輪
  - 演繹歌曲：你是我最愛的人
- 銀獎：張繼聰
  - 上榜唱作作品：白鳥、Single Bell、四小強、Good Luck、下世紀的地圖、寧願晏D瞓
- 銅獎：Eric Kwok
  - 上榜唱作作品：無腳雀仔、輪盡、應承

### 我最喜愛的獎項

#### 叱咤樂壇我最喜愛的歌曲大獎
- 酷愛 
  - 主唱：張敬軒
  - 作曲：Vincent Chow
  - 填詞：林　夕
  - 編曲：Gary Tong
  - 監製：Alvin Leong
  - 最後十強：

| 歌曲                | 歌手     | 票數 |
| ------------------- | -------- | ---- |
| 酷愛                | 張敬軒   | 1740 |
| Crying In The Party | 陳奕迅   | 1535 |
| 愛回家              | 古巨基   | 1032 |
| 木紋                | 何韻詩   | 1023 |
| 逼得太緊            | 吳雨霏   | 515  |
| All About Love      | 楊千嬅   | 465  |
| 節外生枝            | 謝安琪   | 437  |
| 愛一個上一課        | 容祖兒   | 347  |
| 花落誰家            | 李克勤   | 257  |
| 東京鐵塔下GuLuGuLu  | 有耳非文 | 203  |

#### 叱咤樂壇我最喜愛的男歌手
- 陳奕迅
  - 最後五強：古巨基、張敬軒、陳奕迅、李克勤、周杰倫
  - 於投票截止之前兩小時公佈的三強：古巨基、張敬軒、陳奕迅

#### 叱咤樂壇我最喜愛的女歌手
- 楊千嬅
  - 最後五強：王菀之、何韻詩、容祖兒、楊千嬅、謝安琪
  - 於投票截止之前兩小時公佈的三強：何韻詩、容祖兒、楊千嬅

#### 叱咤樂壇我最喜愛的組合
- 農　夫
  - 最後五強：At17、I Love You Boyz、Twins、Zarahn、農　夫
  - 於投票截止之前兩小時公佈的三強：I Love You Boyz、Twins、農　夫

#### 叱咤樂壇我最最最最最最最最最最喜愛的歌曲
- K歌之王
  - 主唱：陳奕迅
  - 作曲：陳輝陽
  - 填詞：林　夕
  - 編曲：陳輝陽
  - 監製：陳輝陽
  - （最後三強：A：《幸福摩天輪》陳奕迅、B：《K歌之王》陳奕迅、C：《愛得太遲》古巨基）
  - （不計算是年度的傳媒大獎）
  - 頒獎嘉賓：俞琤（商業電台副主席）

## 軼事
本屆頒獎禮首次於亞洲國際博覽館舉行，由於位置偏遠，兼且當時周邊的交通配套尚未完善，但頒獎禮卻維持晚上舉行，以致很多觀眾在12時左右完場後未能適切找到交通工具乘搭回家，而受到部份觀眾詬病。
吸取是次的教訓後，2008年度的頒獎禮雖再度在此場館舉行，但舉行時間改為下午三時，以便利觀眾的交通。